# 北海道道285号丰浦洞爷线
北海道道285号丰浦洞爷线（日语：北海道道285号豊浦洞爺線）は、北海道丰浦町と洞爷湖町的普通道级道路（北海道道）。由于国道230号于2000年（平成12年）因有珠山火山喷发导致在洞爺湖町内的道路多处被毁，该路线和北海道道97号丰浦京极线一同被指定作为国道230号的代替线路。

## 指定区間
- 起点：北海道虻田郡丰浦町字樱（＝北海道道97号丰浦京极线交点）
- 終点：北海道虻田郡洞爷湖町洞爷町（＝北海道道578号洞爷虻田线交点）
- 总長：13.4千米

## 共线区间
- 洞爺湖町香川 - 洞爺湖町成香（国道230号）

## 经过的自治体
- 胆振综合振兴局
  - 虻田郡丰浦町
  - 同郡洞爷湖町

## 主要连接道路
- 丰浦町
  - 北海道道97号丰浦京极线＝樱（起点）
- 洞爺湖町
- 国道230号＝香川、成香（重複）
- 北海道道578号洞爷虻田线＝洞爺町（终点）

## 历史
- 1957年7月25日 路線勘定。（234号）（1957年北海道告示第1487号）
- 1994年10月1日 路線编号变更为285号。（1994年北海道告示第1468号）
- 2000年4月26日 随着2000年有珠山火山喷发，被作为丰浦町字樱至洞爺村（現洞爺湖町）香川的国道230号指定代替线路。
- 2007年4月2日 随着国道230号新路段的建设完成，被解除国道代替路線。

该线路的前身为1944年11月25日所勘定的準地方費道150号洞爺豊浦停車場線的一部分路段。